# Clara Horton
Clara Marie Horton (Brooklyn, 29 luglio 1904 – Encino, 4 dicembre 1976) è stata un'attrice statunitense, nota soprattutto come attrice bambina dal 1912 al 1921 (tra i 4 e 17 anni d'età) e quindi come giovane attrice nel cinema muto americano.

## Biografia
Nata nel 1904, Clara Marie Horton mostra fin da piccolissima un talento per la danza che esibisce sulla scena, viaggiando negli Stati Uniti e in Europa accompagnata dalla madre. A 8 anni debutta nel cinema tra gli attori bambini della Eclair American, filiale americana della Société Française des Films Éclair, mentre la madre lavora come guardarobiera nella compagnia. Ribattezzata "The Eclair Kid", a Clara vengono da subito affidati ruoli di rilievo, in alternanza alle parti di supporto di routine nei numerosi cortometraggi prodotti della compagnia. Diventa così una delle attrici bambine più popolari del suo tempo. Secondo le convenzioni del tempo, interpreta talora anche ruoli di bambino. È spesso la protagonista assoluta della storia, come in Dolls (1912), The Darling of the Mounted (1912) o in Clara and Her Mysterious Toys (1913). Nel 1913-14 recita in diversi cortometraggi in coppia con Willie Gibbons, altro attore bambino della compagnia.

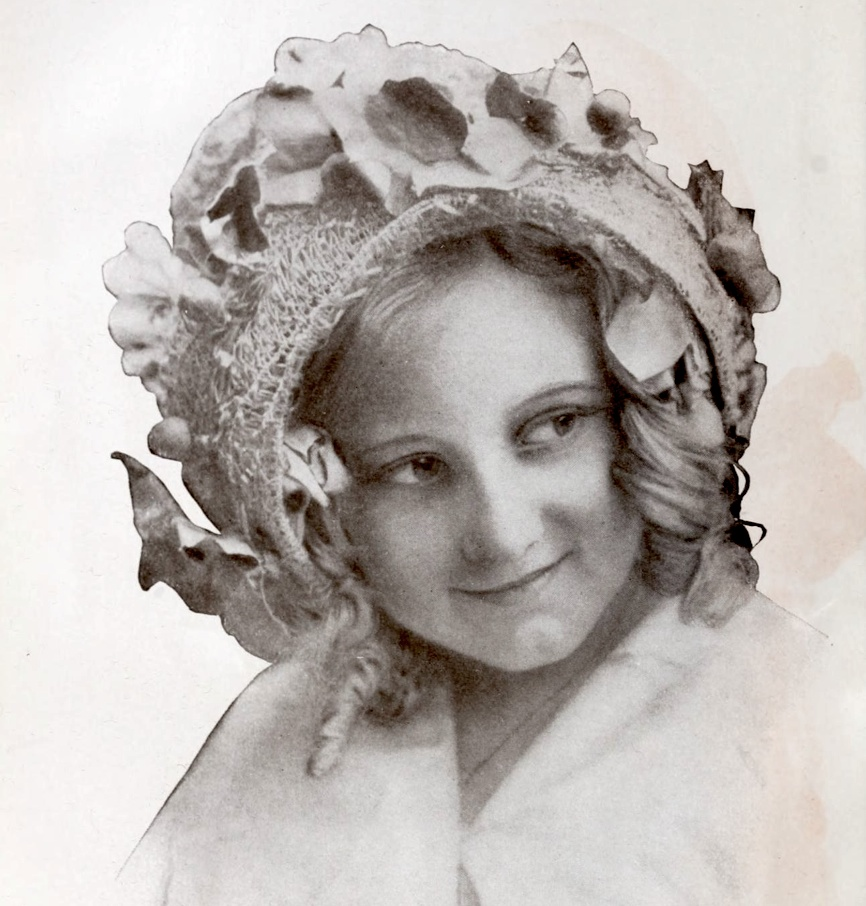
Clara Horton nel 1914

Con la produzione dei primi lungometraggi trova subito il successo come "Becky" in Tom Sayer (1917) con Jack Pickford, ruolo che riprenderà nel sequel Huck and Tom (1918). L'anno successivo è protagonista in The Girl from Outside (1919) ma la sua carriera di giovane attrice non decolla. Continua a lavorare con regolarità e professionalità nel cinema muto in ruoli di un certo rilievo ma non raggiunge più lo status di protagonista, goduto da bambina e adolescente.
Il passaggio al sonoro segna la fine della sua carriera. Nonostante i tentativi di adattarsi al nuovo mezzo espressivo, per lei non si offrono che parti non accreditate negli anni trenta e quaranta.
Lasciato il mondo dello spettacolo, muore a Encino (California) nel 1976, all'età di 72 anni. È sepolta al Rose Hills Memorial Park a Whittier (California).

## Riconoscimenti
- Young Hollywood Hall of Fame (1908-1919)

## Filmografia parziale

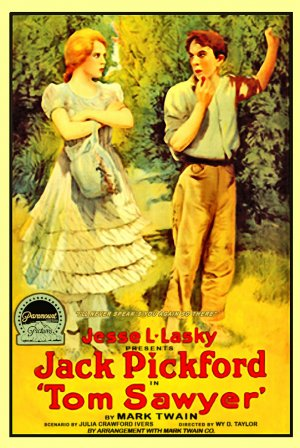
Con Jack Pickford in Tom Sayer (1917)

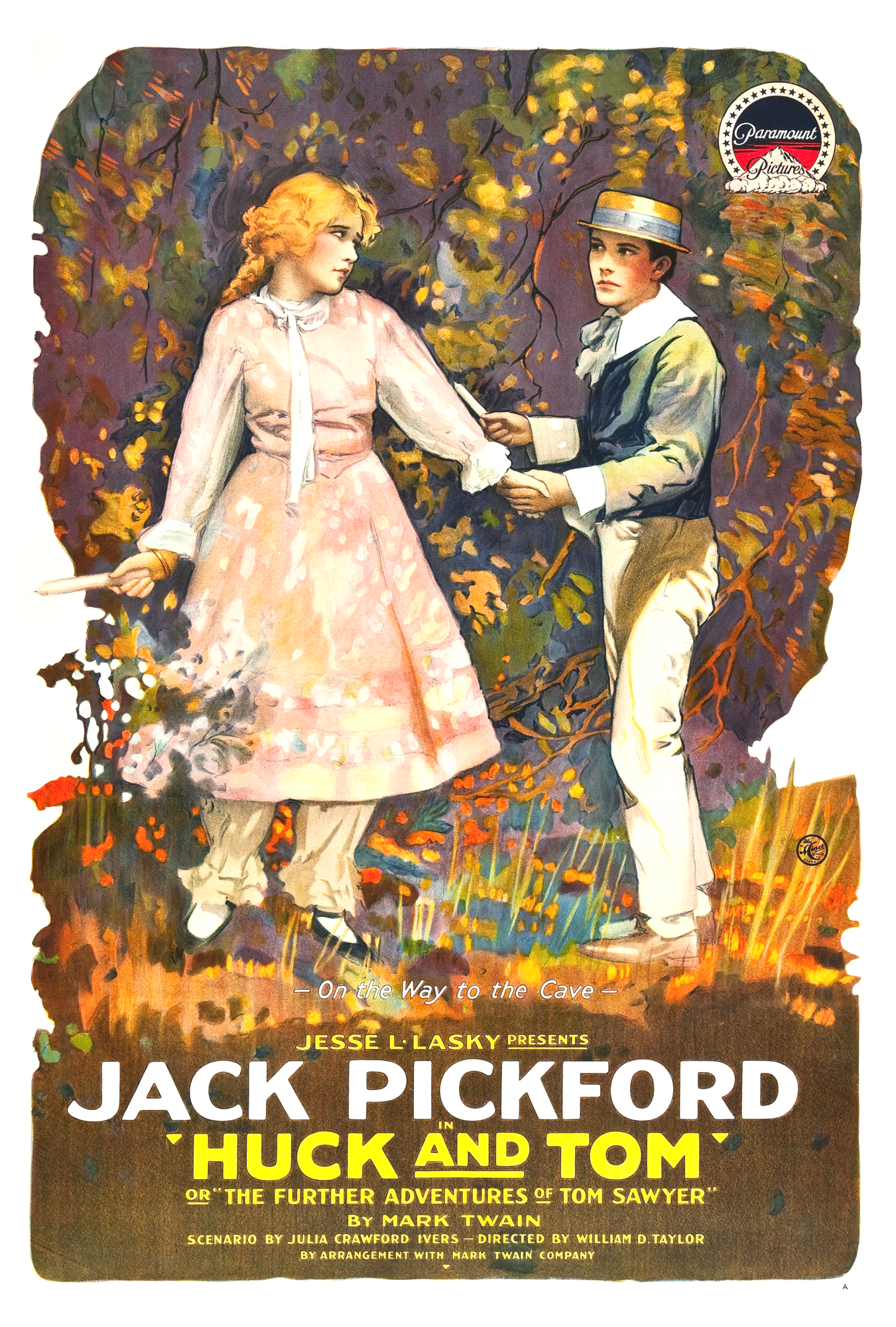
Ancora con Jack Pickford in Huck and Tom (1918)

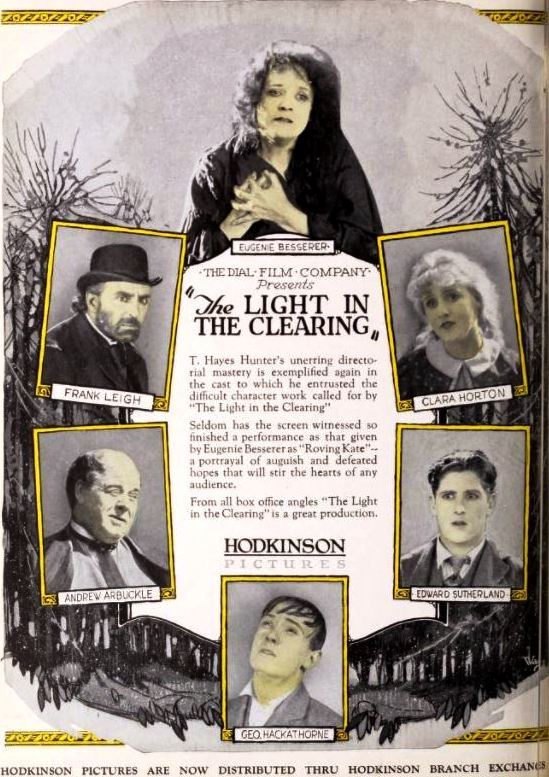
Con Eugenie Besserer in The Light of the Clearing (1921)

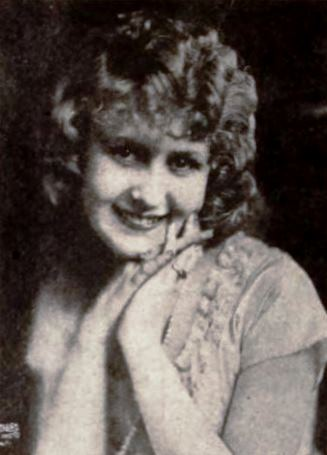
Clara Horton nel 1921

### Cortometraggi
- Because of Bobbie (1912)
- Dolls (1912)
- The Passing Parade - cortometraggio (1912)
- Filial Love, regia di Étienne Arnaud (1912)
- The Homecoming (1912)
- Making Uncle Jealous (1912)
- The Darling of the Mounted (1912)
- The Bonnie, Bonnie Banks o' Loch Lomond, regia di Henry J. Vernot (1912)
- The Return of Lady Linda, regia di O.A.C. Lund (1913)
- The Detective's Santa Claus - cortometraggio (1913)
- The Spectre Bridegroom, regia di Étienne Arnaud (1913)
- The Little Mother of Black Pine Trail, regia di O.A.C. Lund (1913)
- For His Child's Sake (1913)
- The Crimson Cross (1913)
- For Better or for Worse (1913)
- The Sons of a Soldier, regia di O.A.C. Lund (1913)
- A Wise Judge, regia di O.A.C. Lund (1913)
- The Key, regia di O.A.C. Lund (1913)
- The Faith Healer, regia di O.A.C. Lund (1913)
- The Trail of the Hanging Rock, regia di O.A.C. Lund (1913)
- Clara and Her Mysterious Toys, regia di Émile Cohl (1913)
- Thirteen at Table (1913)
- The Banker's Daughter (1913)
- A Puritan Episode (1913)
- Why Aunt Jane Never Married, regia di William F. Haddock (1913)
- Big Hearted Jim (1913)
- A Son's Devotion (1913)
- The Governor's Veto, regia di Webster Cullison (1913) - non accreditata
- Coming Home (1914)
- Just Kids (1914)
- At the Court of Prince Make Believe (1914)
- The Slippery Spy (1914)
- In an Old Trunk (1914)
- Grandfather's Romance (1914)
- Willie and the Muse (1914)
- Auntie's Money Bag (1914)
- The Greatest of These, regia di Robert McLaughlin (1914)
- The Dupe, regia di Webster Cullison (1914)
- The Violinist (1914)
- The Little Band of Gold, regia di Webster Cullison (1915)
- The Vengeance of Guido, regia di Lynn Reynolds (1915)
- Under the Lion's Paw, regia di Jay Hunt (1916)
- Us Kids, regia di Lule Warrenton (1915)
- Judy Punch, regia di Malcolm St. Clair (1923)

### Lungometraggi
- The Plow Woman, regia di Charles Swickard (1917)
- Tom Sayer, regia di William Desmond Taylor (1917)
- Huck and Tom, regia di William Desmond Taylor (1918)
- The Yellow Dog, regia di Colin Campbell (1918)
- The Winning Girl, regia di Robert G. Vignola (1919)
- In Wrong, regia di James Kirkwood (1919)
- Almost a Husband, regia di Clarence G. Badger (1919)
- The Girl from Outside, regia di Reginald Barker (1919)
- Everywoman, regia di George Melford (1919)
- Fratelli nemici (The Little Shepherd of Kingdom Come), regia di Wallace Worsley (1920)
- Blind Youth, regia di Edward Sloman (1920)
- The Servant in the House, regia di Jack Conway (1921)
- The Light of the Clearing, regia di T. Hayes Hunter (1921)
- Azione (Action), regia di John Ford (1921)
- Penrod, regia di Marshall Neilan (1922)
- Mind Over Motor, regia di Ward Lascelle (1923)
- Wrongs Righted (1924)
- The Wheel, regia di Victor Schertzinger (1925)
- All Around Frying Pan, regia di David Kirkland (1925)
- The Broadway Gallant, regia di Noel M. Smith (1926)
- Beyond the Trail, regia di Albert Herman (1926)
- The Fortune Hunter, regia di Charles Reisner (1927)
- Sailor Izzy Murphy, regia di Henry Lehrman (1927)
- La tigre del Bengala (Bengal Tiger), regia di Louis King (1936) - non accreditata
- Girls on Probation, regia di William C. McGann (1938) - non accreditata
- Who Is Hope Schuyler?, regia di Thomas Z. Loring (1942) - non accreditata
- Time to Kill, regia di Herbert I. Leeds (1942) - non accreditata